# Dionysiuskerk (Bremerhaven-Lehe)
De Dionysiuskerk (Duits: Dionysiuskirche), ook bekend onder de naam Oude Kerk (Alte Kirche), is een op de hoek van de Lange Straße/Poststraße en Eisenbahnstraße gelegen luthers kerkgebouw in de Duitse plaats Bremerhaven-Lehe. Sinds 1978 bevindt de kerk zich onder monumentenzorg.

## Geschiedenis

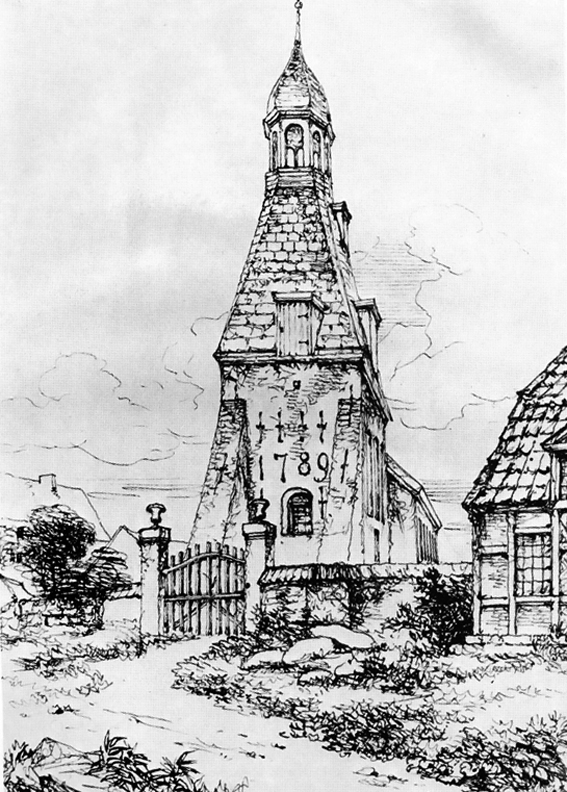
De kerk in 1817 naar een pentekening van George Ernest Papendiek

#### De oude kerk
Een eerste weerkerk zou omstreeks 1200 (andere bronnen vermelden ook het jaartal 1100) in Lehe, tegenwoordig een stadsdeel van Bremerhaven, gebouwd zijn. Voor het eerst werd deze kerk in 1310 in een oorkonde genoemd. Het kerkgebouw was oorspronkelijk aan de heilige Jacobus gewijd. Rond 1250 werd een aan Dionysius gewijd altaar toegevoegd. Op het oudste nog bestaande kerkzegel (1350) van de kerk staan beide heiligen afgebeeld. Sinds 1477 volgde de verandering van schutspatroon, zodat de kerk tegenwoordig de naam van de als martelaar vereerde eerste bisschop van Parijs draagt. In de omgeving zijn nog twee kerken die aan Sint-Dionysius gewijd: die van Langen-Debstedt en die van Bremerhaven-Wulsdorf.      
De oude kerk betrof een eenschepige laatromaanse zaalkerk met een vrijstaande, noordelijke klokkentoren. Het schip was in gotische stijl met bakstenen overwelft. Ook de vensters bezaten gotische kenmerken. Het koor werd later aangevoegd. Volgens verschillende bronnen zou deze kerk rond 26 bij 8 meter groot geweest zijn. In 1530 bereikte dankzij twee leerlingen van Maarten Luther de reformatie ook Lehe. De kerk werd tussen 1607 en 1625 een hervormde kerk omdat het hervormde Bremen de plaats bescherming bood en de christelijke stroming bepaalde. Nadat in 1648 Bremen aan Zweden toeviel mochten vanaf 1685 moest de kerk ook met de lutheranen worden gedeeld.
Tot 1792 bleef het kerkhof in gebruik als begraafplaats. Er bleef op het kerkhof slechts één grafsteen op de zuidelijke kant van de kerk bewaard. Door een brand in 1796 en de grote brand in Lehe van 28 juni 1801 werd de oude kerk verwoest.      

#### Nieuwbouw
De herbouw van de kerk vond van 1802 tot 1803 op de oude structuur in romaanse en classicistische stijl plaats. Het gestucte gebouw kreeg een eenvoudig interieur met een vlak plafond. Van de oude kerk bleef van de granieten onderbouw van de toren tot een hoogte van negen meter en het kerkschip tot een hoogte van twee meter bestaan. De toren kreeg een nieuwe spits, het kerkschip aan beide kanten zes hoge, rechthoekige ramen met een zadeldak. Nadat de hervormden in 1803 afstand deden van de kerk namen de lutheranen het gebouw volledig over. In 1868 werd de toren verhoogd en in 1887 werd een eenvoudige herdenkingssteen met het opschrift Grabstätte des heiligen Dionysius geplaatst, een verwijzing naar het verhaal dat de heilige Dionysius op het zuidelijke uiteinde van Lehe werd onthoofd en vervolgens met zijn afgehouwen hoofd onder de arm naar de plaats gelopen zou zijn, waar zich het vroegere armenkerkhof bevond.

## Verbouwingen
Bij een verbouwing in 1909 werden het torenportaal, het kerkportaal en de vier zijdeuren in neoclassicistische stijl vernieuwd en tevens een sacristie aangebouwd. In 1927 werd de drie klokken van de kerk plechtig in gebruik genomen.
In de jaren 1975 en 2005 volgde een volledige renovatie van de kerk.  

## Interieur
Het interieur uit 1803 is volledig intact gebleven. Twee smalle galerijen lopen langs vrijwel de gehele zijmuren. De kansel werd van hout vervaardigd. De gemeente bezit nog een kelk en een pateen uit circa 1400, beide van gedreven verguld zilver, een kelk met een zespas-voet uit 1455 en een oblatendoos of hostiedoos uit 1691. De twee altaarkandelaren dateren uit de 17e eeuw.